# دماغه پالینورو
دماغه پالینورو (انگلیسی: Cape Palinuro) در جنوب غربی ایتالیا  ایتالیا، تقریباً 50 مایل (80 کیلومتر) جنوب شرقی  سالرنو، در بخش جنوبی منطقه چیلنتو واقع شده است. ظاهراً از نام  پالینوروس، سکاندار کشتی  آئنیاس در انئید  ویرژیل نامگذاری شده است.